# Saba A. Le Renard
Saba A. Le Renard est sociologue et politiste spécialiste du genre et de la sexualité, des approches postcoloniales et intersectionnelles et du Moyen-Orient.

## Biographie
Saba A. Le Renard suit un cursus en sciences sociales et un deuxième en langue arabe, et obtient son doctorat en 2009 à l'Institut d'études politiques de Paris. Sa thèse porte le titre Styles de vie citadins, réinvention des féminités : une sociologie politique de l'accès aux espaces publics des jeunes Saoudiennes à Riyad. Après un post-doctorat à l’université libre de Berlin, en 2011, Saba A. Le Renard rejoint le laboratoire de sociologie au sein du CNRS, le Centre Maurice Halbwachs. En 2016, Saba A. Le Renard fait un séjour de recherche à l'université de Californie à Berkeley, et en 2021, à l’université de Chicago. 
En 2011, sa thèse est publiée sous le titre Femmes et espaces publics en Arabie Saoudite. Cette publication se base sur l'ethnographie, la sociologie du genre et les études urbaines. Saba A. Le Renard analyse les transformations des normes de genre et des styles de vie des jeunes femmes saoudiennes dans le contexte des réformes mises en œuvre depuis les années 1990 par le pouvoir saoudien. Ce travail donne également lieu à un livre en anglais, A Society of Young Women. Opportunities of Place, Power and Reform in Saudi Arabia.
Son habilitation à diriger des recherches, obtenue en 2018, a été publiée en 2019 sous le titre Le Privilège occidental. Travail, intimité et hiérarchies postcoloniales à Dubai. Saba A. Le Renard analyse la vie professionnelle et intime de titulaires de passeports occidentaux (notamment des Français) travaillant à Dubaï, où avoir tel un passeport assure de nombreux avantages. Cette enquête constate que dans un monde globalisé, la prédominance occidentale perdure bien après les décolonisations,,,.
Saba A. Le Renard mène actuellement une recherche par entretiens biographiques auprès de personnes ayant subi des violences sexuelles, en France.
Saba A. Le Renard est membre du conseil pédagogique du master Études sur le genre à l'EHESS et fait partie du comité de rédaction de la revue Genre, Sexualité, Société.

## Publications
- Femmes et espaces publics en Arabie Saoudite, Paris, Dalloz, 2011, 352 p. (ISBN 9782247106752)

- (en) A Society of Young Women: Opportunities of Place, Power and Reform in Saudi Arabia, Stanford, Stanford University Press, 2014, 207 p. https://www.sup.org/books/title/?id=22239
- Le privilège occidental : travail, intimité et hiérarchies postcoloniales à Dubaï, Paris, Presses Sciences po, 2019, 266 p. (ISBN 978-2-7246-2430-4)
- avec Abir Kréfa, Genre et féminismes au Moyen-Orient et au Maghreb, Paris, Editions Amsterdam, 2020, 184 p. (ISBN 9782354802059)
- avec Ahmed Kanna et Neha Vora, Beyond Exception. New Interpretations of the Arabian Peninsula, Cornell University Press, 2020  (ISBN 9781501750304).
- (en) Western privilege. Work, intimacy and postcolonial hierarchies in Dubai, Stanford, Stanford University Press, 2021, 256 p.  (ISBN 9781503613843) https://www.sup.org/books/title/?id=31415

## Distinctions
- Prix de thèse sur la ville, 2010[11]
- Prix de thèse en science politique des éditions Dalloz, 2011[12]
- Médaille de Bronze, CNRS, 2015[1]
- Mention honorable de l’Association for Middle East Women’s Studies, 2015[2]